# Ella Grødem
Ella Grødem (* 28. Juni 1977 in Nuuk) ist eine ehemalige grönländische Handballspielerin, die für die grönländische Nationalmannschaft auflief.

## Karriere
Ella Grødem begann mit zehn Jahren das Handballspielen beim grönländischen Verein NÛK. Später zog sie nach Dänemark, wo sie bei Odense Håndbold, Horsens HK und KIF Kolding spielte, für die sie unter anderem in der höchsten dänischen Spielklasse auf Torejagd ging. Aufgrund einer Schulterverletzung musste sie im Jahre 2006 ihre Karriere beenden. Ella Grødem lief in ihrer Karriere für die grönländische Nationalmannschaft auf. Darüber hinaus war sie Kapitänin ihrer Auswahlmannschaft.
Grødem wurde im Februar 2019 als Kommunikationsmanagerin bei Grønlands Idrætsforbund angestellt.

## Familie
Ella Grødem ist die Tochter des norwegischen Piloten und Flugbetriebsleiters Kristen Grødem (1944–2009) und der grönländischen Journalistin Ane-Sofie Grødem geb. Heilmann (* 1951). Über ihre Mutter ist sie eine Enkelin des Politikers Niels Carlo Heilmann (1927–1991).